# Neaufles-Auvergny
 Neaufles-Auvergny  là một xã thuộc tỉnh Eure trong vùng Normandie miền bắc nước Pháp.